# The Sims 3: Карьера
The Sims 3: Карьера (англ. The Sims 3: Ambitions) — второе дополнение к популярной компьютерной игре The Sims 3, вышедшее 4 июня 2010 года. Игра была официально анонсирована 4 марта 2010 года. Игра была целиком посвящена карьере, и также были добавлены дополнительные навыки. Помимо этого одноимённая игра была выпущена для мобильных устройств с операционными системами iOS, Windows Mobile и BlackBerry OS.
Дополнение создавалось, как ответ на многочисленные пожелания игроков наблюдать за процессом работы персонажей, чего сложно было реализовать в предыдущих играх серии The Sims из-за ограничений в программном обеспечении. Для дополнения также на симлише записывали ряд известных музыкантов и групп.
Дополнение было тепло принято игровыми критиками, которые похвалили заметили, что расширение значительно улучшает базовый геймплей The Sims 3, а разнообразие карьер подойдёт для широкого круга игроков. Среди недостатков были замечены неадекватное поведение искусственного интеллекта, связанного с работой и NPC, а также факт того, что дополнения становится причиной зависаний в игре.

## Описание игры
Геймплей игры базироваться на управляемых карьерах. Пожарному симу, например, необходимо тушить пожары, спасать других симов и расчищать груды щебня. Следователи должны расследовать различные дела в игре. Стилисты могут изменить внешность его жителей, а архитекторы перестроить дома других симов. Игроки, которые работают в качестве архитекторов, могут получить доступ к другим домам через «обновленный режим». В дополнение к регулярным карьерам, симы, которые обладают опытом в развитии различных навыков, могут зарегистрироваться в качестве предпринимателей в мэрии. Это относится как к введённым навыкам, таким как создание скульптур и изобретательство, так и к уже существующим, например, рыболовству и писательству. Ещё одно дополнение с отголосками дополнения ко второй части игры The Sims 2: Бизнес позволит открыть свой бизнес, где можно будет продавать практически любую продукцию, будь то картины или скульптуры.
Игроки могут изменить внешность других симов с помощью татуировок и навыков стилиста. Эти татуировки являются сложными и позволяют игрокам выбирать различные формы, цвета и слои. Карьера стилиста позволяет игрокам изменить дизайн нарядов и причесок других симов.
Был добавлен симбот. У симбота не возникает потребности в гигиене. От воды у симботов возникает замыкание, тем самым предоставляется возможность сменить черты характера. Они могут разрушать предметы, двигаться медленнее обычных симов, могут использовать «бег». Они не нуждаются во сне на кровати и питаются хламом (со свалки, из взорванных предметов или же купленным из стола изобретателя). Симбот может поддерживать отношения с симами (дружить, вступать в брак, иметь интимные взаимодействия с обычными персонажами), с другими симботами и с микроволновой печью. С последней у него даже может быть любовь.
В игре появились дополнительные черты характера для симов. К ним относятся ваятель, внимательный, защитник природы, прирождённый торговец, чудак и эмо.

## Разработка и выпуск
Цель дополнения заключалась в том, чтобы дать возможность игрокам следить и участвовать в рабочем процессе персонажа. Например решение добавить карьеру архитектора было обусловлено тем, что некоторые игроки не покидают режим постройки, и что группа разработчиков стремилась сократить разрыв. Важным будет предпочтение симов и их характер. Беременные симы будут просить построить детскую, а творческие — место для написания картин или создания скульптур. Продюсер Грант Родиек объяснил, что игровой процесс, основанный на карьере, был тем, что команда всегда хотела сделать, но долгое время не могла реализовать из-за ограничений в программном обеспечении. Также свою роль сыграла обратная связь с игроками. Карьеры создавались таким образом, чтобы охватить интерес широкого класса игроков, например если профессии пожарного или охотника на привидений создавались для хардкорных игроков, то профессии стилиста и архитектора предназначены для любителей творчества, а карьеры доктора и частного детектива подходят для любителей создавать истории. Изначально разработчиками был составлен огромный список карьер, которые они хотели бы добавить в игру. Например разработчики заметили, что пожарные — это культовая профессия и симы всегда имели дело с пожарными, карьера детектива идеально подходит для возможностей игрового процесса The Sims, а карьера стилиста была решено добавить, так как многие игроки любят проводить время в редакторе создания персонажа. Разработка сопровождалась и рядом трудностей, так разработчики заметили, что игроки возлагали большие надежды на то, как будут реализованы новые управляемые карьеры, сложность заключалась в поиске правильного баланса фантастики и игрового процесса и в предоставлении достаточно разнообразия профессий, чтобы удовлетворить всех.

Игра была анонсирована 4 марта 2010 года. Скотт Эванс, генеральный директор студии Sims, сказал: 
Многообразие карьер на выбор не имеет себе равных, и мы никогда не давали игрокам возможность влиять на их симов во время работы. Действия игроков на работе теперь непосредственно влияют на их жизнь, общество и соседи стали очень важной частью для игры.
 Во время интервью с Gamespot, помощник продюсера Г.Р. объяснил, что их команда всегда хотела это сделать. «Мы всегда стараемся сделать что-то новое, что не видел в The Sims раньше». В другом интервью он также пояснил, что основное внимание расширения пакета полагался на три элемента обратной связи, что команда разработчиков собирается делать и программные ограничения
Вместе с анонсом была продемонстрирована песня группы Rise Against на симлише. Также разрабатывается мобильная версия игры.
16 апреля в немецком журнале Computer Bild Spiele были опубликованы новые скриншоты из игры. Выпуск игры состоялся 1 июня 2010 года в США и 3 июня в Европе.

### Для смартфонов
16 сентября 2010 года своя версия игры была выпущена для мобильных устройств с операционной системой iOS. Версия для Windows Mobile вышла 1 октября и 6 мая 2011 года. Игра подобна The Sims 3 для мобильных устройств, однако также завязана на идее того, что управляемый игроком сим может выбрать карьеру из представленного игрой списка — пожарного, музыканта, художника, учителя, шеф-повара или звезду спорта. Каждая карьера управляемая и завязана на разных мини-играх. Помимо этого, данная игра вводит возможность заводить детей и ухаживать за ними. Владельцы игр для iOS имеют возможность импортировать и экспортировать персонажей с игры The Sims 3 и The Sims 3 World Adventures для iPhone и iPod touch.
Версия игры для Blackberry OS вышла 6 мая 2011 года и представляет собой игру (и последнюю в серии The Sims) с двухмерной изометрической графикой. Здесь также сим должен продвигаться по карьерной лестнице шеф-повара, пожарного, музыканта, художника, учителя или спортсмена и он получает доступ к новым городским районам, таким, как рок-фестиваль, художественный квартал, модный квартал и спортивная арена.

## Музыка

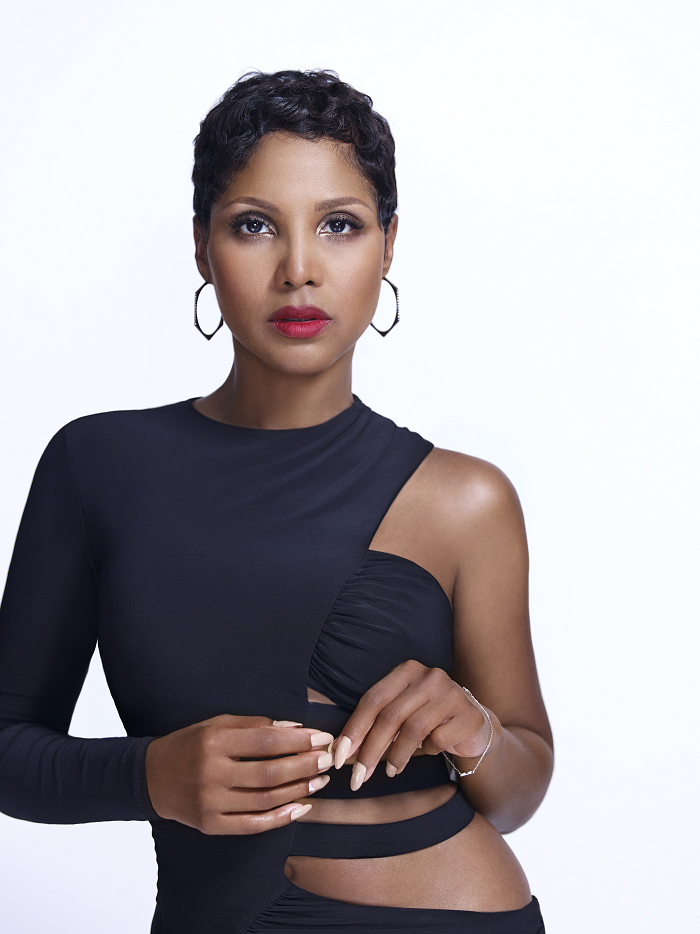
Тони Брекстон, одна из певиц, перезаписавших на симлише свою песню для дополнения

Несколько известных исполнителей записали песни на симлише для The Sims 3: Карьера. Для дополнения свою песню также записывал певец из Лондона Эндрю Стоун из группы Starman. Певец признался, что ему, как частичному дислексику, удалось это очень трудно. По этой причине он не перечитывал в точности текст на симлише а позволял себе импровизацию.
Роби Каукер, звуковой директор директор The Sims Studio, отдельно заметил следующее;
Каждый раз берясь за создание саундтрека для дополнения, мы всегда подбираем захватывающую вибрацию игры к необычной линии чрезвычайно разнообразных исполнителей. Забавно слышать исполнение песни на симлише, и я думаю фанаты будут довольны услышать их любимые песни и исполнителей внутри этой игры, и не будут колебаться открывать для себя новые группы, играя в The Sims 3: Карьера
| №   | Название                                   | Исполнитель         | Длительность |
| --- | ------------------------------------------ | ------------------- | ------------ |
| 1.  | «Need You Now»                             | Lady Antebellum     | 4:38         |
| 2.  | «Savior»                                   | Rise Against        | 4:02         |
| 3.  | «Pyramid»                                  | Чарис Пемпенгко     | 4:07         |
| 4.  | «Bang Bang»                                | Мелани Фиона        | 3:28         |
| 5.  | «Make My Heart»                            | Тони Брекстон       | 3:27         |
| 6.  | «Animal»                                   | Neon Trees          | 3:32         |
| 7.  | «Shark in the Water»                       | V V Brown           | 3:02         |
| 8.  | «Number One Enemy»                         | Daisy Dares You     | 3:47         |
| 9.  | «This Too Shall Pass»                      | OK Go               | 3:08         |
| 10. | «Early Morning»                            | Old 97's            | 2:50         |
| 11. | «As Long As There Is Whiskey In The World» | Murder by Death     | 3:15         |
| 12. | «Restoration»                              | The Acorn           | 3:24         |
| 13. | «Cooler than Me»                           | Майк Познер         | 3:36         |
| 15. | «Tea Party»                                | Керли               | 3:29         |
| 16. | «Come And Get It»                          | Eli "Paperboy" Reed | 3:33         |
| 17. | «Lock My Heart Down»                       | Хал Линтен          | 3:16         |
| 18. | «Until It's Gone»                          | Ренди Фостер        | 4:01         |
| 19. | «Setback»                                  | The Constellations  | 3:42         |

## Критика
| Сводный рейтинг    | Сводный рейтинг |
| Агрегатор          | Оценка          |
| ------------------ | --------------- |
| GameRankings       | 75,93 %         |
| Metacritic         | 74 %            |
| Иноязычные издания |                 |
| Издание            | Оценка          |
| GameSpot           | 8               |
| IGN                | 8,0             |
| PC Gamer (US)      | 85              |
| Den of Geek        | [ 23 ]          |
| GameZebo           | 4/5             |

Средняя оценка по версии агрегатора Metacritic составляет 74 балла из 100 возможных.
Часть рецензентов оставили восторженные отзывы. Например представитель GamingXP назвал «Карьеру» действительно хорошо сделанным дополнением в сравнении с предыдущим и позволяет игроку действительно насладится игровым процессом. Представитель Eurogamer назвал дополнение восхитительным и повышающим планку качества расширения к The Sims, её игровой процесс же обеспечит игрока весельем на несколько часов. Редакция Gameblog увидела в расширении наряду с «Миром Приключений» новое направление в разработке более масштабных дополнений в сравнении с расширениями к The Sims 2, призванное существенно расширять границы игрового процесса The Sims 3.
Критик с сайта GameSpot заметил, что хотя дополнение не отличается такими масштабами, что и «Мир Приключений», однако решение одного из главных недостатков в The Sims 3 — не возможность следить за процессом работы, станет для многих фанатов игры причиной вспышки сиюминутного интереса к игре. Дополнение «Карьеры» по мнению критика обладает динамичным игровым процессом со своим чувством юмора. Рецензент с сайта IGN считает, что дополнение «Карьеры» достойное расширение, делающее геймплей The Sims 3 гораздо интереснее и разнообразнее и позволяющее игрокам погрузится в новый геймплей на несколько часов и создавать множество новых историй. Хотя по мнению критика «Это дополнение уникальностью не блещет, но оно гораздо существеннее, чем большинство других дополнений». Критик PCgamer считает, что «Карьеры» справляется со своей главной задачей — подарить игрокам новый и увлекательный опыт управления симом во время его работы.
Критик GameSpot похвалил дополнение за большое разнообразие представленных профессий, которые смогут заинтересовать игроков с разными предпочтениями и интересами. Представитель сайта IGN также указал на то, что разнообразие карьер настолько велико, что какая нибудь вакансия обязательно заинтересует каждого фаната The Sims 3, с другой стороны сами карьеры не отличаются своим разнообразием действий и могут быстро надоесть игроку. Представитель StopGames отдельно высказал разочарование относительно того, что игра предлагает только новые управляемые карьеры, однако не улучшает базовые. Имеющиеся задания же очень однотипны и быстро приедаются игроку. Представитель сайта PC Games с одной стороны выразил восхищение наличием управляемых карьер, тем не менее но указал на то, что управление симом быстро превращается в скучную рутину.
Рецензентка StopGame отдельно раскритиковала ИИ персонажей, связанных с карьерой, например игрок, решивший работать архитектором может забыть о дизайне помещений.
Единство стиля? Эргономичность? Забудьте. Можно поставить самое дешёвое кресло в центр дорогущей гостиной — и клиент все равно будет доволен. […] детектив может средь бела дня ковыряться в чужом почтовом ящике, выискивая компромат, а стоящий в двух шагах хозяин дома даже не заметитМария Народицкая, критик сайта StopGame
Критик GameSpot отдельно заметил, что дополнение ухудшает производительность игры, приводит к зависаниям и возвращается некоторые старые ошибки базовой игры.